# 1002 Olbersia
Az 1002 Olbersia (ideiglenes jelöléssel A923 PJ) a Naprendszer kisbolygóövében található aszteroida. Vlagyimir Albickij fedezte fel 1923. augusztus 15-én.
A bolygót Heinrich Wilhelm Olbers német orvos és csillagászról nevezték el.

## Kapcsolódó szócikk
- Kisbolygók listája